# Pandanus spiralis
Pandanus spiralis är en enhjärtbladig växtart som beskrevs av Robert Brown. Pandanus spiralis ingår i släktet Pandanus och familjen Pandanaceae.

## Underarter
Arten delas in i följande underarter:
- P. s. convexus
- P. s. flammeus
- P. s. multimammillatus
- P. s. spiralis
- P. s. thermalis

## Bildgalleri

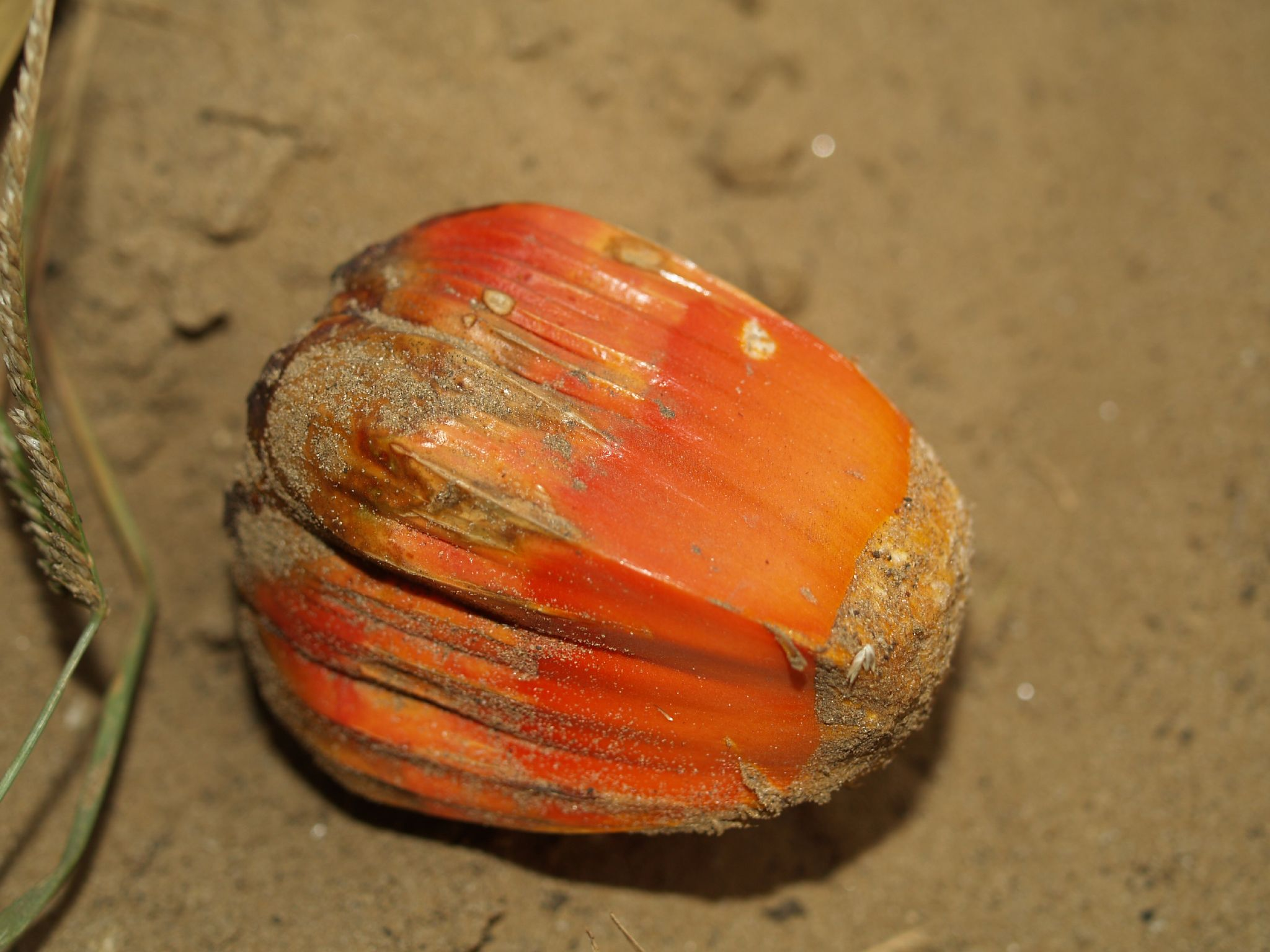
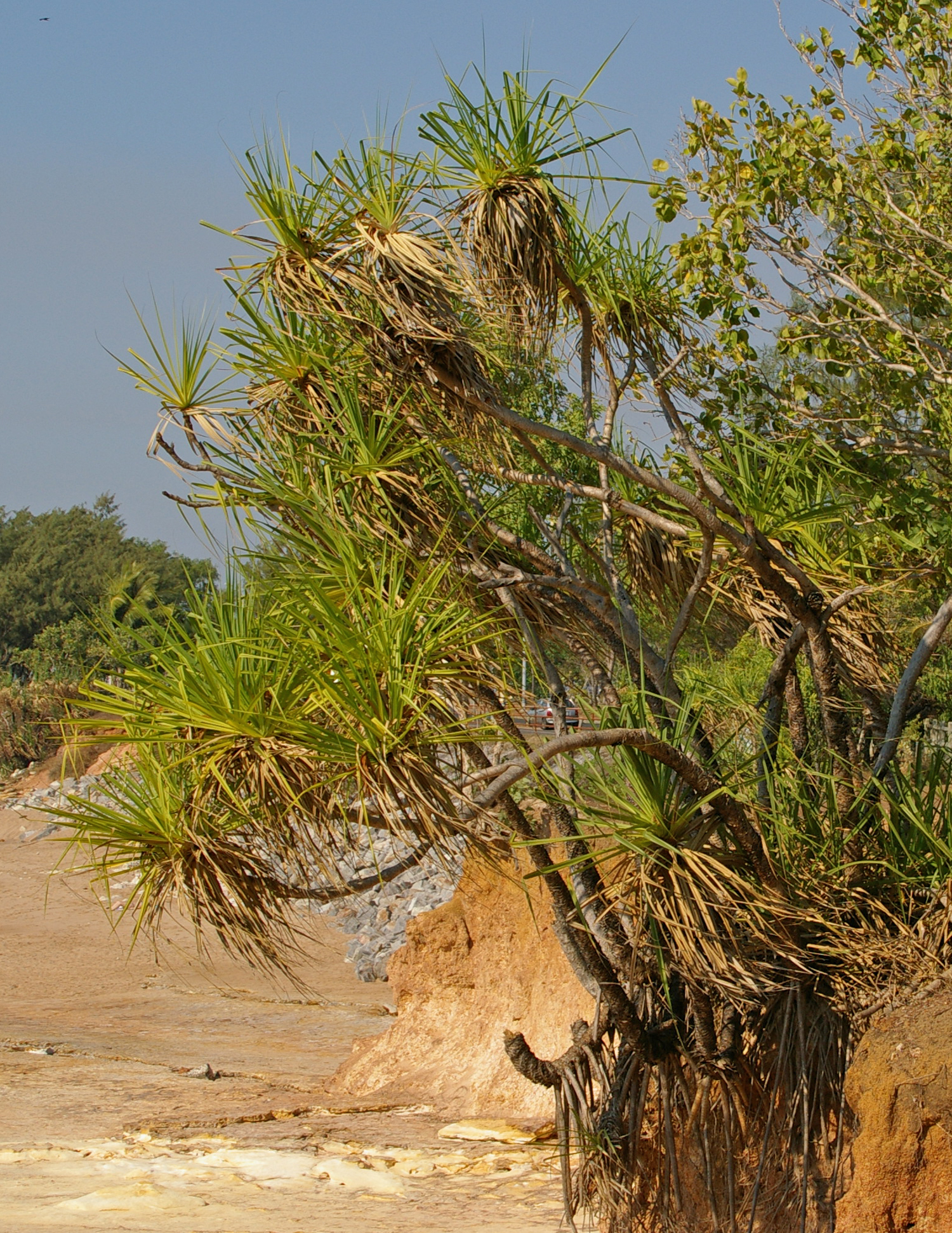